# Ghusa
Ghusa (nep. घुसा) – gaun wikas samiti w zachodniej części Nepalu w strefie Mahakali w dystrykcie Darchula. Według nepalskiego spisu powszechnego z 2001 roku liczył on 182 gospodarstw domowych i 1293 mieszkańców (638 kobiet i 655 mężczyzn).